# Bieg
Bieg ([biːk] ) ist ein Gemeindeteil des Marktes Colmberg im Landkreis Ansbach (Mittelfranken, Bayern). Bieg liegt in der Gemarkung Frommetsfelden.

## Geografie
Durch das Dorf fließt der Kreuthbach, ein rechter Zufluss der Altmühl. Der Ödenbach mündet beim Ort als linker Zufluss in den Kreuthbach. Im Süden liegt das Hoffeld, etwa einen Kilometer westlich liegen das Lachfeld und das Hartholz. Eine Gemeindeverbindungsstraße führt nach Frommetsfelden (1,5 km südlich) bzw. zur Staatsstraße 2250 (1,4 km nördlich), die an Unterfelden (0,8 km östlich) vorbei nach Colmberg bzw. an Geslau (3,2 km westlich) und Neusitz vorbei nach Rothenburg verläuft. Ein landwirtschaftlicher Verkehrsweg führt nach Dornhausen (2,3 km westlich).

## Geschichte
Von alters her gehörte Bieg zum Pfarrsprengel Geslau und musste, wie fast alle Orte der Pfarrei, wie das Colmberger Urbar von 1361/1364 ausweist, die sogenannten Bucher Dienste leisten, d. h. die Bieger Bauern hatten dem Fronhof zu Buch am Wald an mehreren Tagen im Jahr zu Arbeiten zur Verfügung zu stehen. 1387 besaß Arnold von Seckendorff zu Jochsberg Güter in Bieg. Die Bucher Herrschaft wurde vermutlich 1408 von den Nürnberger Burggrafen erworben, so dass dem burggräflichen Gericht Altenstatt-Colmberg in Bieg eine ganze und vier halbe Huben sowie vier Lehen, von denen drei in einer Hand waren, gehörten. Spätestens seit dieser Zeit gehörte Bieg zur 1528 protestantisch gewordenen Pfarrei Frommetsfelden. In der Rechtsnachfolge der Burggrafen entstand das markgräfliche Vogtamt Colmberg, das in Bieg das Hoch- und Niedergericht sowie die Dorf- und Gemeindeherrschaft ausübte. Laut den 16-Punkte-Berichten des Fürstentums Ansbach, die 1608 und 1681 erstellt wurden, gab es in Bieg neun Mannschaften (=Untertansfamilien), die allesamt das Kastenamt Colmberg als Grundherrn hatten. Auch gegen Ende des 18. Jahrhunderts gab es neun Untertansfamilien (sechs Höfe und drei Halbhöfe). Daneben gab es als dörflich-gemeinschaftlichen Besitz das Hirtenhaus und das Brechhaus zur Flachsbearbeitung.
Von 1797 bis 1808 unterstand der Ort dem Justizamt Leutershausen und Kammeramt Colmberg.
1806 kam Bieg an das Königreich Bayern. Im Rahmen des Gemeindeedikts wurde Bieg dem 1808 gebildeten Steuerdistrikt Frommetsfelden und der 1810 gegründeten Ruralgemeinde Frommetsfelden zugeordnet. Mit dem Zweiten Gemeindeedikt (1818) entstand die Ruralgemeinde Bieg, zu der Hainhof, Höchstetten, Hürbel, Pfetzendorf und Zweiflingen gehörten. Sie war in Verwaltung und Gerichtsbarkeit dem Landgericht Leutershausen zugeordnet und in der Finanzverwaltung dem Rentamt Colmberg. Von 1862 bis 1879 gehörte Bieg zum Bezirksamt Ansbach, ab 1880 zum Bezirksamt Rothenburg ob der Tauber (1939 in Landkreis Rothenburg ob der Tauber umbenannt). Die Gerichtsbarkeit blieb beim Landgericht Leutershausen, von 1880 bis 1973 war das Amtsgericht Rothenburg ob der Tauber zuständig, das 1973 zu einer Zweigstelle des Amtsgerichts Ansbach wurde. Die Finanzverwaltung wurde 1880 vom Rentamt Rothenburg ob der Tauber übernommen (1919 in Finanzamt Rothenburg ob der Tauber umbenannt), das 1973 zu einer Zweigstelle des Finanzamts Ansbach wurde. Die Gemeinde hatte 1964 eine Gebietsfläche von 9,041 km².
Im Zuge der Gebietsreform in Bayern wurde die Gemeinde Bieg am 30. Juni 1972 aufgelöst: Bieg wurde nach Colmberg eingemeindet, Hürbel nach Geslau und die übrigen Gemeindeteile nach Leutershausen.

### Baudenkmal
- Haus Nr. 1: Eingeschossiges Wohnstallhaus, Fachwerkgiebel, frühes 19. Jahrhundert[16]

### Einwohnerentwicklung
Gemeinde Bieg
| Jahr      | 1818   | 1840   | 1852   | 1855   | 1861   | 1867   | 1871   | 1875   | 1880   | 1885   | 1890   | 1895   | 1900   | 1905   | 1910   | 1919   | 1925   | 1933   | 1939   | 1946   | 1950   | 1952   | 1961   | 1970   |
| Einwohner | 258    | 311    | 275    | 269    | 276    | 284    | 301    | 304    | 287    | 283    | 294    | 288    | 290    | 295    | 284    | 280    | 272    | 258    | 267    | 381    | 352    | 327    | 249    | 233    |
| Häuser    | 53     | 51     |        |        |        |        | 54     |        |        | 58     | 56     |        | 58     |        |        |        | 52     |        |        |        | 55     |        | 51     |        |
| Quelle    | [ 18 ] | [ 19 ] | [ 20 ] | [ 20 ] | [ 21 ] | [ 22 ] | [ 23 ] | [ 24 ] | [ 25 ] | [ 26 ] | [ 27 ] | [ 28 ] | [ 29 ] | [ 28 ] | [ 30 ] | [ 28 ] | [ 31 ] | [ 28 ] | [ 28 ] | [ 28 ] | [ 32 ] | [ 28 ] | [ 13 ] | [ 33 ] |

Ort Bieg
| Jahr      | 001818 | 001840 | 001861 | 001871 | 001885 | 001900 | 001925 | 001950 | 001961 | 001970 | 001987 | 002007 | 002020 |
| Einwohner | 60     | 88     | 68     | 74     | 57     | 66     | 60     | 82     | 62     | 51     | 57     | 62     | 45     |
| Häuser    | 10     | 10     |        |        | 11     | 12     | 11     | 13     | 11     |        | 11     |        |        |
| Quelle    | [ 18 ] | [ 19 ] | [ 21 ] | [ 23 ] | [ 26 ] | [ 29 ] | [ 31 ] | [ 32 ] | [ 13 ] | [ 33 ] | [ 34 ] | [ 35 ] | [ 1 ]  |

### Bürgermeister
| Name                   | Herkunft    | Amtszeit        |
| ---------------------- | ----------- | --------------- |
| Johann Leonhard Hübner | Hürbel      | 1846–1856 (ca.) |
| Kötgel                 | Bieg        | 1876–1892       |
| Kurz                   | Hürbel      | 1892–1901       |
| Reif                   | Hürbel      | 1901–1919       |
| Schaßberger            | Hürbel      | 1919–1933       |
| Schwendtner            | Bieg        | 1933–1946       |
| Scheibenberger         | Bieg        | 1946–1948       |
| Schwendtner            | Bieg        | 1948–1956       |
| Georg Horender         | Höchstetten | 1956–1972       |

## Religion
Der Ort ist seit der Reformation evangelisch-lutherisch geprägt und nach St. Erhard (Frommetsfelden) gepfarrt. Die Einwohner römisch-katholischer Konfession sind nach Kreuzerhöhung (Schillingsfürst) gepfarrt.